# Sphinctomyrmex froggatti
Sphinctomyrmex froggatti é uma espécie de formiga do gênero Sphinctomyrmex.